# Dargaud Publishing International
Pour les articles homonymes, voir Dargaud (homonymie).
Dargaud Publishing International était une maison d'édition américaine spécialisée dans la bande dessinée. C'était une filiale de l'éditeur français Dargaud. 
La société est aussi connue sous les dénominations Dargaud International et Dargaud USA.

## Historique
Dargaud avait déjà édité directement des albums des stars de son catalogue en langue anglaise notamment avec sa filiale Dargaud Canada.
Georges Dargaud décide par la suite d'ouvrir une antenne à New York et fait appel à Michel Greg (ancien rédacteur en chef du journal Tintin et créateur d'Achille Talon), pour la diriger. Ce dernier s'installe Greenwich dans le Connecticut et restera cinq années aux États-Unis. 
En 1982 Dargaud International Publishing débute ses premières publications.
En plus de la poursuite de la publication d'Asterix et de Lucky Luke et de leur réédition, la société éditera plusieurs albums de Valerian, Leonard et Vagabonds des Limbes et un album de Blueberry et d'Iznogoud.
L'originalité de Dargaud International aura également été d'être l'éditeur d'auteurs américains avec les séries :
- Beetle Bailey de Mort Walker ;
- Kelly Green de Stan Drake et Leonard Starr.

On verra apparaître ces deux séries dans les pages de Pilote.

## Albums publiés
série Astérix
- Asterix in Belgium (Astérix chez les Belges), de René Goscinny (scénario) et Albert Uderzo (dessin), traduit par Anthea Bell et Derek Hockridge, Dargaud International, New York, 1982,  (ISBN 2205023039).
- Asterix and Cleopatra (Astérix et Cléopâtre) de René Goscinny (Scenario) et Albert Uderzo (Dessin) traduit par Anthea Bell et Derek Hockridge. Dargaud Publishing International, Greenwich (Connecticut), 1984  (ISBN 2205069055)
- Asterix and the cauldron (Astérix et le chaudron) de René Goscinny (scenario) et Albert Uderzo (dessin), traduit par Anthea Bell et Derek Hockridge, Dargaud Publishing International, Greenwich (Connecticut), 1984  (ISBN 2205069128).
- Asterix in Switzerland (Astérix chez les Helvètes) de René Goscinny (scénario) et Albert Uderzo (dessin) traduit par Anthea Bell et Derek Hockridge, Dargaud Publishing International, Greenwich (Connecticut), 1987,  (ISBN 0024971901)

série Beetle Bailey
- Friends de Mort Walker, Dargaud Publishing International, Greenwich (Connecticut), 1984,  (ISBN 0917201000).
- Too many sergeants de Mort Walker, Dargaud Publishing International, Greenwich (Connecticut), 1984,  (ISBN 0917201019).

série Blueberry
- The man with the silver star (L'Homme à l'étoile d'argent) de Jean-Michel Charlier (scenario) et  Jean Giraud (dessin) traduction de R. Whitener, 1st ed, Dargaud International, 1983, New York,  (ISBN 2205065785).

série Iznogoud
- The Caliph's vacation (Les Vacances du calife) de Goscinny (scénario) et Tabary (dessin), traduit par Beatrice Soss, Dargaud International, New-York, 1982.

série Kelly Green
- The go-between par Stan Drake et Leonard Starr, Dargaud International, New York, 1982.  (ISBN 2205065742).
- One, two, three... die! de Stan Drake et Leonard Starr, Dargaud International, 1983, New York,  (ISBN 2205069527).
- The million dollar hit de Stan Drake et Leonard Starr, Dargaud International, 1983, New York,  (ISBN 2205065769).
- The blood tapes de Stan Drake et Leonard Starr, Dargaud International, Greenwich (Connecticut), 1984,  (ISBN 220506956X).

série Léonard
- Leonard is a genius de Bob de Groot et Turk, Dargaud International, New York, 1983,  (ISBN 2205065777).
- Leonardo is still a genius de Bob de Groot et Turk, traduit par Elizabeth Overman, Dargaud International, Greenwich (Connecticut), 1984,  (ISBN 2205065793).
- Who is this guy anyway? de Bob de Groot et Turk, traduit par Elizabeth Overman, Dargaud International, Greenwich (Connecticut), 1984,  (ISBN 2205065807).

série Lucky Luke
- The Dalton brothers' analyst (La Guérison des Dalton) de René Goscinny (scénario) et Morris (dessin), traduit par John J. Pint, Dargaud International, New-York, 1982.   (ISBN 2205023020).

série Le Vagabond des Limbes
- An ultimate alchemist (L'Alchimiste suprême) de Christian Godard et Julio Ribera traduit par Suzi Baker, Dargaud International, New York, 1983,  (ISBN 2205069535).

série Valérian
- World without stars  (Le Pays sans étoile) de Jean-Claude Mézières (dessin) et  Pierre Christin (scenario), couleurs de Évelyne Tranlé  traduit par Suzi Baker, Dargaud International, New York, 1982,  (ISBN 2205065734).
- Welcome to Alflolol (Bienvenue sur Alflolol) de Jean-Claude Mézières (dessin) et  Pierre Christin (scenario), couleurs de Évelyne Tranlé  traduit par Suzi Baker, Dargaud International, New York, 1983,  (ISBN 2205069519).
- Heroes of the equinox (Les Héros de l'équinoxe) de Jean-Claude Mézières (dessin) et  Pierre Christin (scenario), couleurs de Évelyne Tranlé  traduit par Suzi Baker, Dargaud International, New York, 1983, (ISBN 2205065750).
- Ambassador of the shadows (L'ambassadeur des ombres) de Jean-Claude Mézières (dessin) et Pierre Christin (scenario), couleurs de Évelyne Tranlé; traduit par L. Mitchell, Dargaud Publishing International, Greenwich (Connecticut), 1984,  (ISBN 2205069497).